# Papillonotidae
Papillonotidae zijn  een familie van mijten. Bij de familie is één geslacht met vier soorten ingedeeld.